# جيم داوني (كوميدي)
جيم داوني (بالإنجليزية: Jim Downey)‏ مواليد 6 أكتوبر 1952، هو كوميدي وممثل أمريكي وهو من الحائزين على جائزة الإيمي برايم تايم.

## الأعمال

### أفلام
- ستسيل الدماء (2007) (بدور: آل روز)

### مسلسلات
- ساترداي نايت لايف (1977)
- اكبح حماسك (2011)
- 30 روك (2013) (بدور: داوني)

## روابط خارجية
- جيم داوني على موقع IMDb (الإنجليزية)
- جيم داوني على موقع ميوزك برينز (الإنجليزية)
- جيم داوني على موقع قاعدة بيانات الفيلم (الإنجليزية)